# Yezoceryx daqingshanensis
Yezoceryx daqingshanensis är en stekelart som beskrevs av Wang 1982. Yezoceryx daqingshanensis ingår i släktet Yezoceryx och familjen brokparasitsteklar. Inga underarter finns listade i Catalogue of Life.